# Boomerang (Corea del Sur)
Boomerang (coreano: 부메랑; RR: Bumerang) fue la versión de Corea del Sur del canal de televisión original estadounidense Boomerang en los Estados Unidos y es un canal de televisión de pago propiedad de Warner Bros. Discovery que muestra principalmente programas animados. Fue lanzado el 14 de noviembre de 2015.
El canal transmitió series animadas coreanas, junto con series de Warner Bros, Cartoon Network y Hanna Barbera. Algunos espectáculos que incluyen aire son: Chowder, Ben 10 (2005), Hola Carbot, Turning Mecard, Autos locos (1968) y (2017) y otros. El 1 de julio de 2024, el canal fue reemplazado por Cartoonito.